# 安德鲁·沙利
安杰伊·维克托·沙利（波蘭語：Andrzej Wiktor Schally，1926年11月30日—2024年10月17日），以安德鲁·V·沙利（Andrew V. Schally）知名，出生于波兰维尔纽斯，具有波兰、匈牙利、法国和瑞典血统。他是一位内分泌学家，获得了1977年诺贝尔生理学或医学奖。
安德鲁·沙利在苏格兰和英格兰接受教育。1952年，他前往加拿大，在麦吉尔大学学习，并于1957年获得博士学位。同年他前往美国，主要在杜兰大学开展研究。沙利在离开加拿大前成为了加拿大公民，并于1962年加入美国国籍。他与位于休斯顿的贝勒医学院也有一些工作上的联系。
他在大脑控制身体化学方面开创了新的领域，并在激素的控制方式和生长方面颇有建树。由于发现了大脑分泌的多肽类激素，他与罗歇·吉耶曼一起获得了诺贝尔生理学或医学奖。他还是位于波兰首都克拉科夫的亚捷隆大学的名誉博士。